# Basila z Alexandrie
Svatá Basila z Alexandrie byl mučednice umučená ve 4. století v egyptské Alexandrii a to spolu se svatým Adriem a Viktorem.
Její svátek se slaví 17. května.